# بسبوسه
بسبوسه یک کیک شیرین بومی مصر و سنتی خاورمیانه‌ای است. بسبوسه از از سمولینا یا فارینای پختهٔ آغشته شربت ساده درست می‌شود. نارگیل نیز از افزودنی‌های محبوب آن است. شربت همچنین ممکن است شامل آب گل پرتقال یا آب رز باشد.

## نام

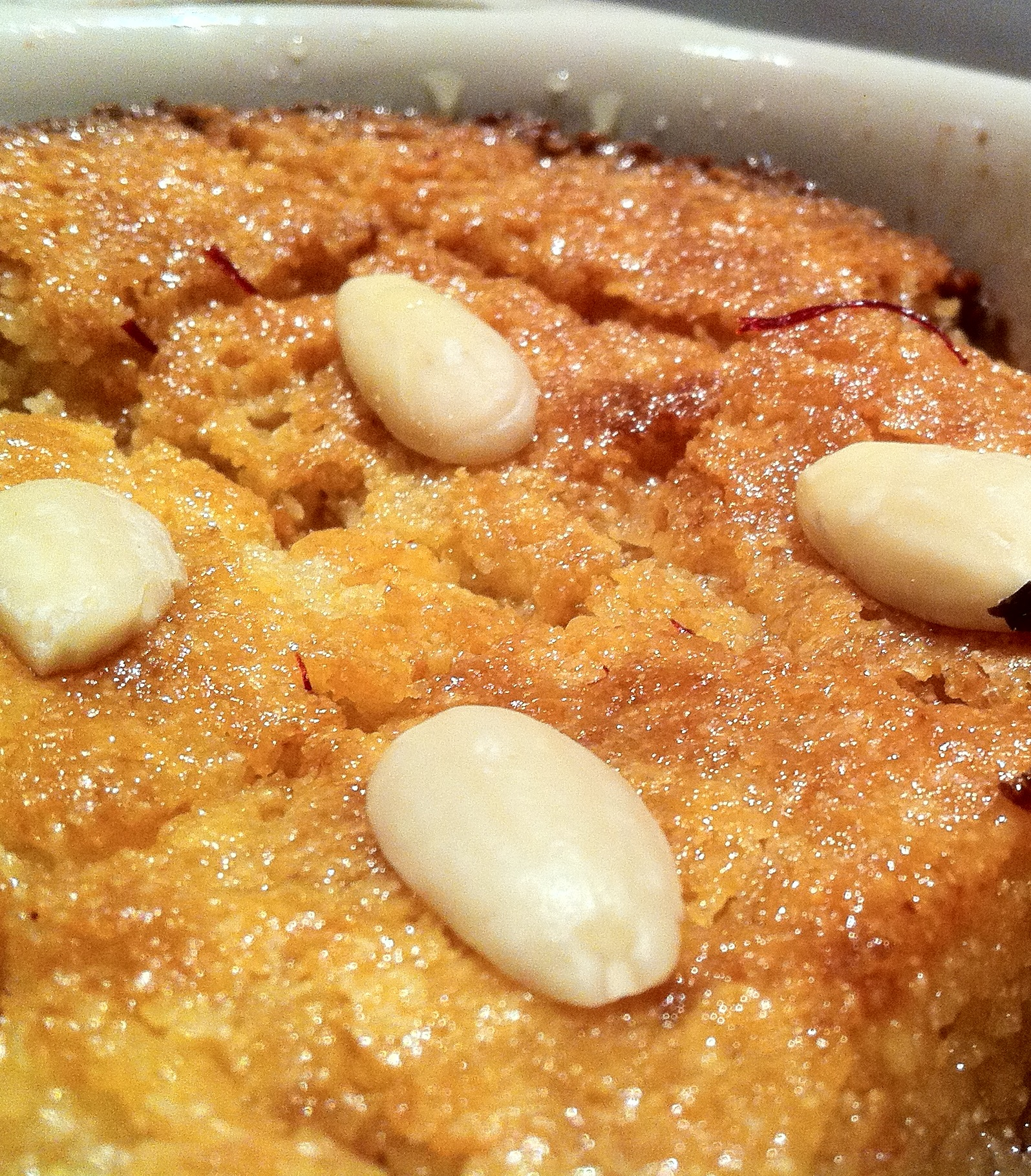
بسوبسه با بادام بر روی آ